# Castello Scammacca
Il castello Scammacca, più noto come Castello Pennisi di Floristella, si trova in piazza Agostino Pennisi, ad Acireale.
L'edificio prende il nome dai vecchi proprietari terrieri dell'appezzamento viticolo su cui ancora oggi sorge: i baroni Scammacca.
È illeggiadrito da merlature guelfe ed archi ogivali cari allo stile neogotico e all'ecletticismo siciliano del tempo. Al suo interno, oltre alle terrazze che permettono una vista dell'Etna, vi è un'elegante cappella con affreschi di Giuseppe Sciuti; all'esterno l'edificio è preceduto da un vasto giardino, oggi meno curato rispetto a com'era un tempo rigoglioso e pieno di alberi e fiori.

## Storia
Il castello venne fatto edificare intorno alla fine del XIX secolo per volere del barone Agostino Pennisi di Floristella, su progetto dell'architetto palermitano Giuseppe Patricolo, come dimora di villeggiatura.
La cappella, che occupa l'ultima ala del castello, venne ultimata alla fine del 1893 ma priva di affreschi; successivamente dal 1905 al 1907 il pittore etneo Sciuti si occupò della loro realizzazione, rappresentando otto santi basandosi sui nomi della famiglia.
Divenne residenza tedesca intorno al 1939 (probabilmente in affitto, ma possibilmente senza retribuzione), venne usata come alloggio e a scopo di rappresentanza. Nei suoi ambienti vennero ospitati diversi personaggi noti dell’esercito tedesco, tra cui i generali Rommel e von Ribbentrop, oltre che numerosi spettacoli e concerti. In generale, i rapporti con la cittadinanza locale potevano dirsi buoni. La struttura fu curata in maniera efficiente e non ospitò macchinari né veicoli bellici fino all'effettivo scoppio della guerra.
Nel 1941, con l’arrivo della Luftwaffe sul territorio, la proprietà divenne sede del comando tedesco, una base di controllo radiofonico aereo e un’officina bellica (un magazzino vinicolo nelle campagne della proprietà fu adibito alla manutenzione e riparazione di aerei tedeschi). Probabilmente per questo motivo la zona fu più volte obiettivo di bombardamenti inglesi dal cielo e dal mare, che però lasciarono quasi indenni il castello e lo stabilimento poiché la posizione del capannone (obbiettivo dei bombardamenti) era ignota e ben mimetizzata.
Il Castello Scammacca venne sgomberato poco prima dell’arrivo delle truppe inglesi, l’officina venne data alle fiamme insieme ad un deposito sotterraneo (un sottopasso che collegava la proprietà ai vecchi possedimenti degli Scammacca oltre i binari della Messina-Catania), ma il castello, fortunatamente, rimase intatto. Alcuni cittadini, tuttavia, fecero irruzione nell'edificio dopo lo sgombero, saccheggiando il rimanente e vandalizzando in parte la struttura, che comunque fino ad oggi si mantiene in buono stato anche dopo la morte di alcuni discendenti.

## Usi
Il barone Agostino Pennisi Statella si propose di farne un centro culturale ove dar luogo a mostre ed eventi che potessero anche mettere in risalto la sua collezione numismatica (oggi conservata a Siracusa).
Al castello sono state girate alcune scene dei film Un bellissimo novembre, Il padrino (parte III) e Malizia.

## Galleria d'immagini

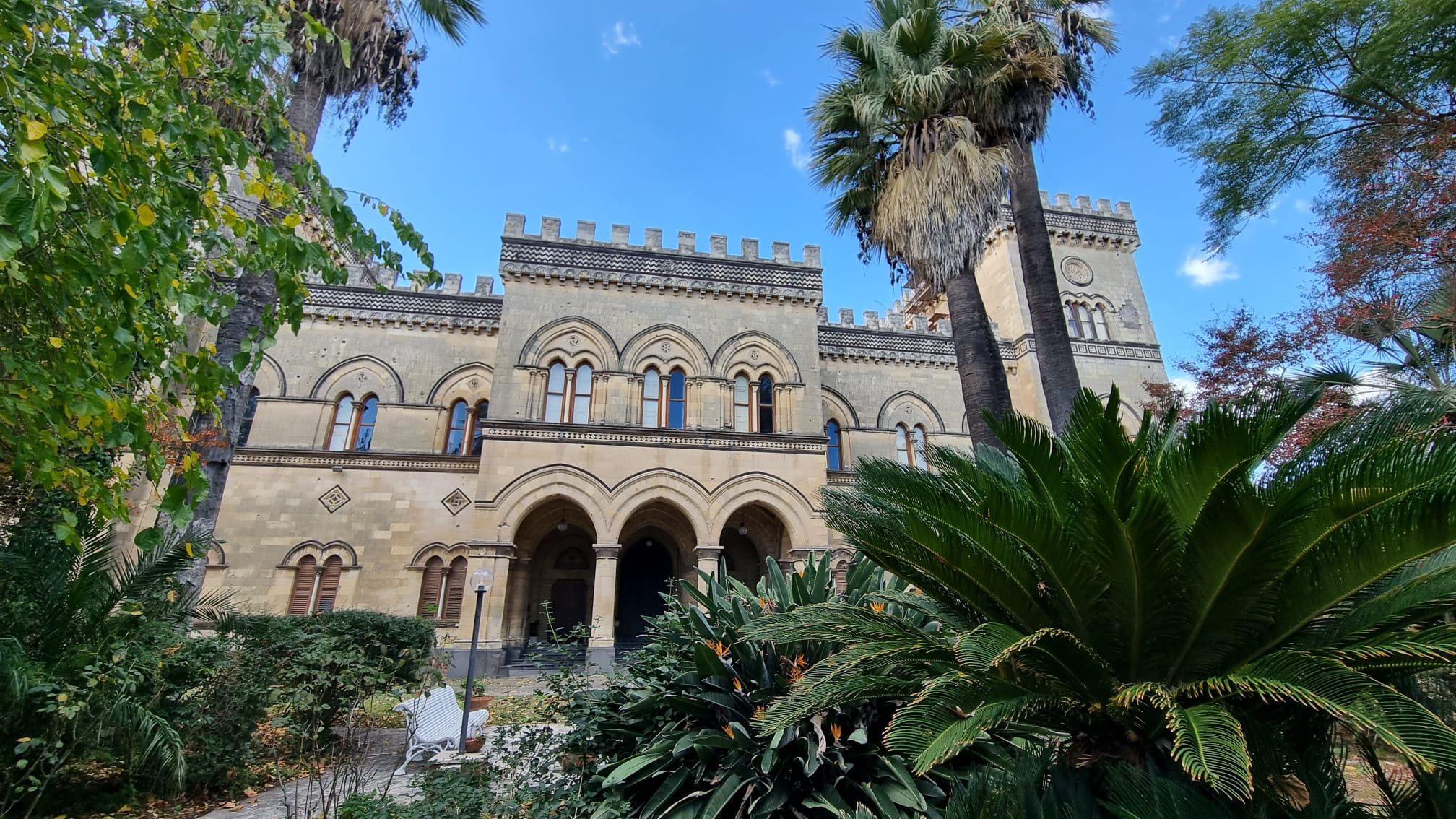
L'ingresso del castello (portico a tre arcate) e parte del giardino antistante
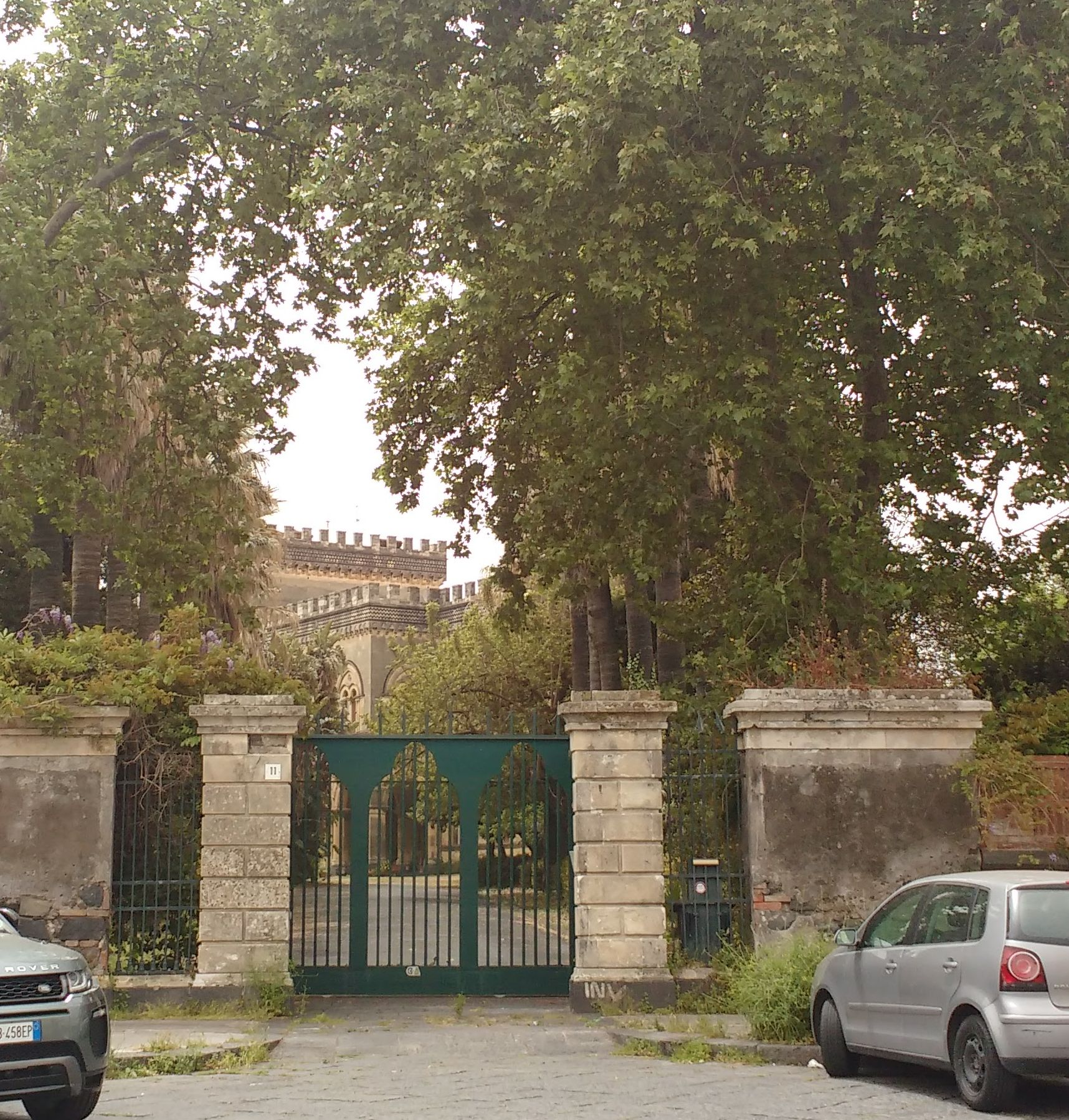
Vista dell'ingresso della tenuta da Piazza Agostino Pennisi
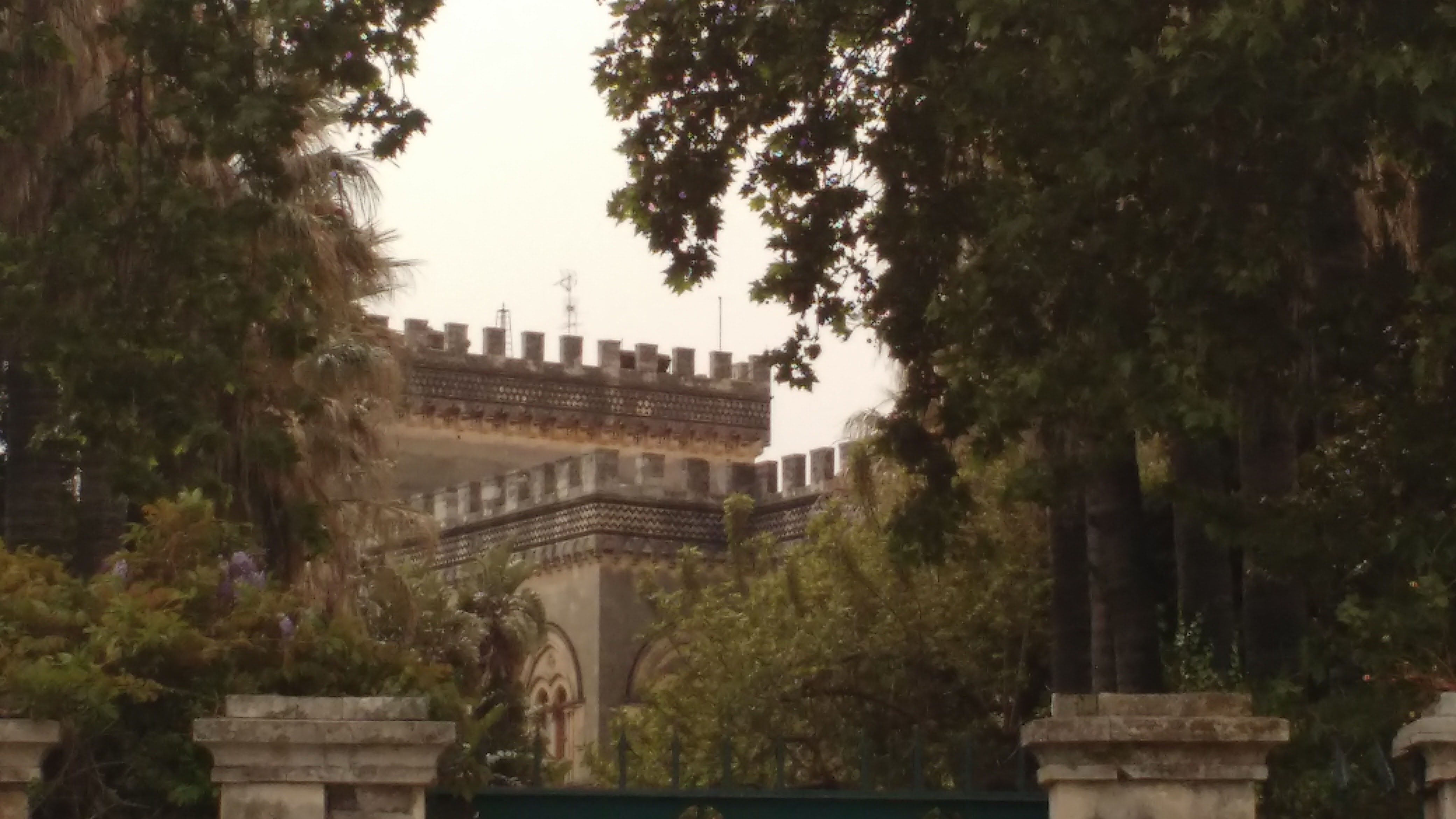
Un dettaglio del tetto del Castello
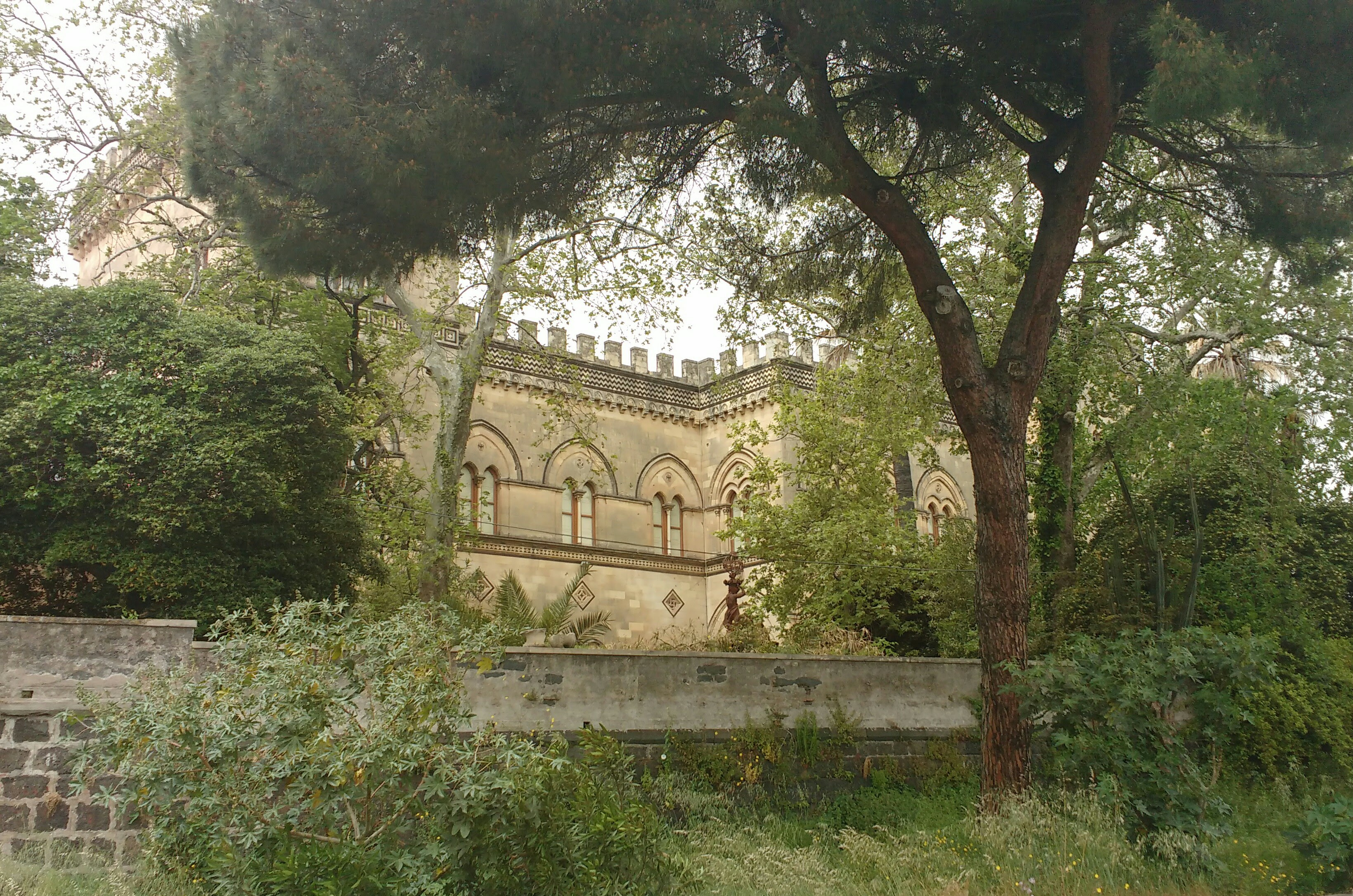
Il Castello Pennisi visto dall'esterno del giardino
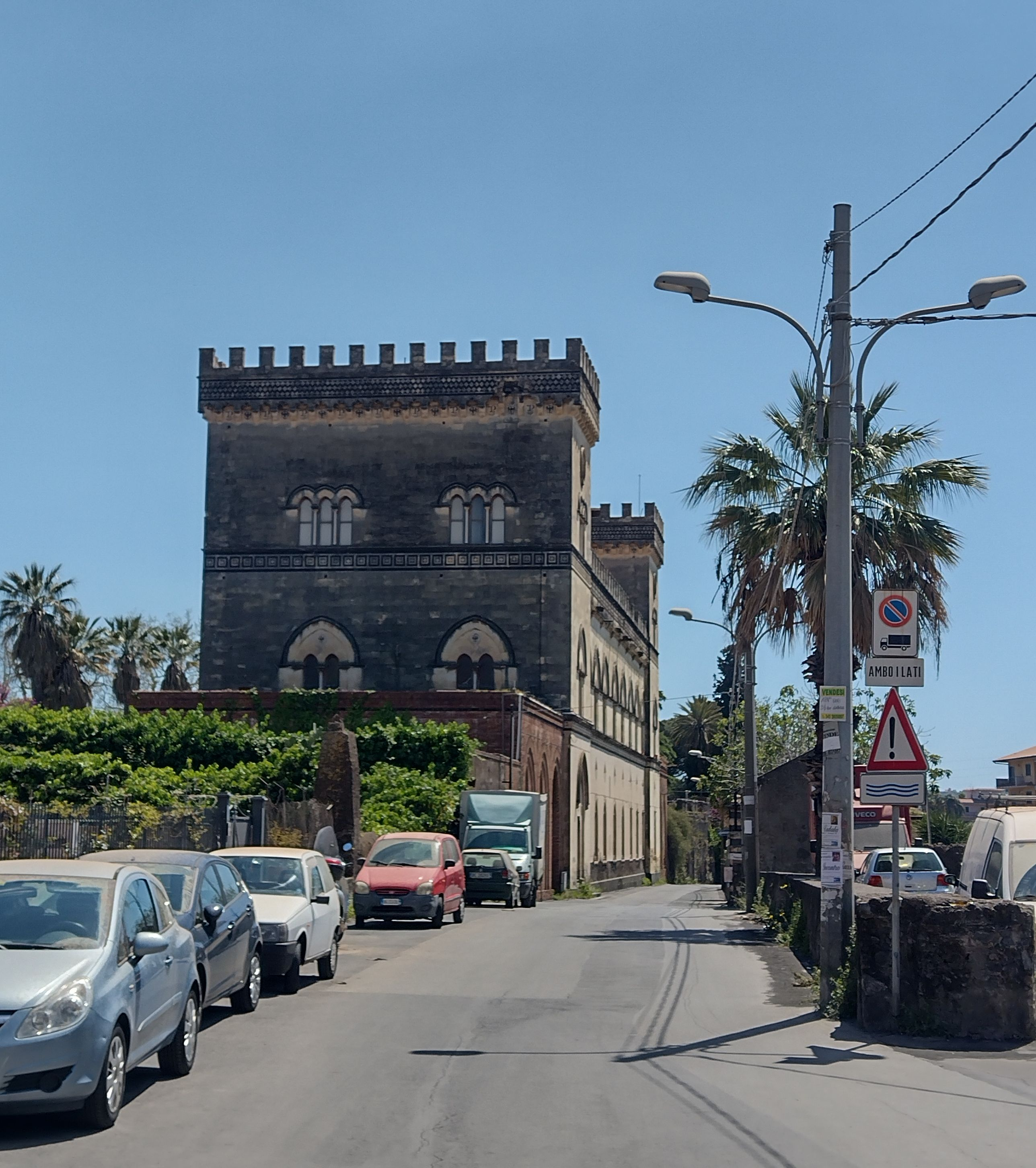
Vista da Via S. Girolamo, si notano le finestre bifore del primo piano
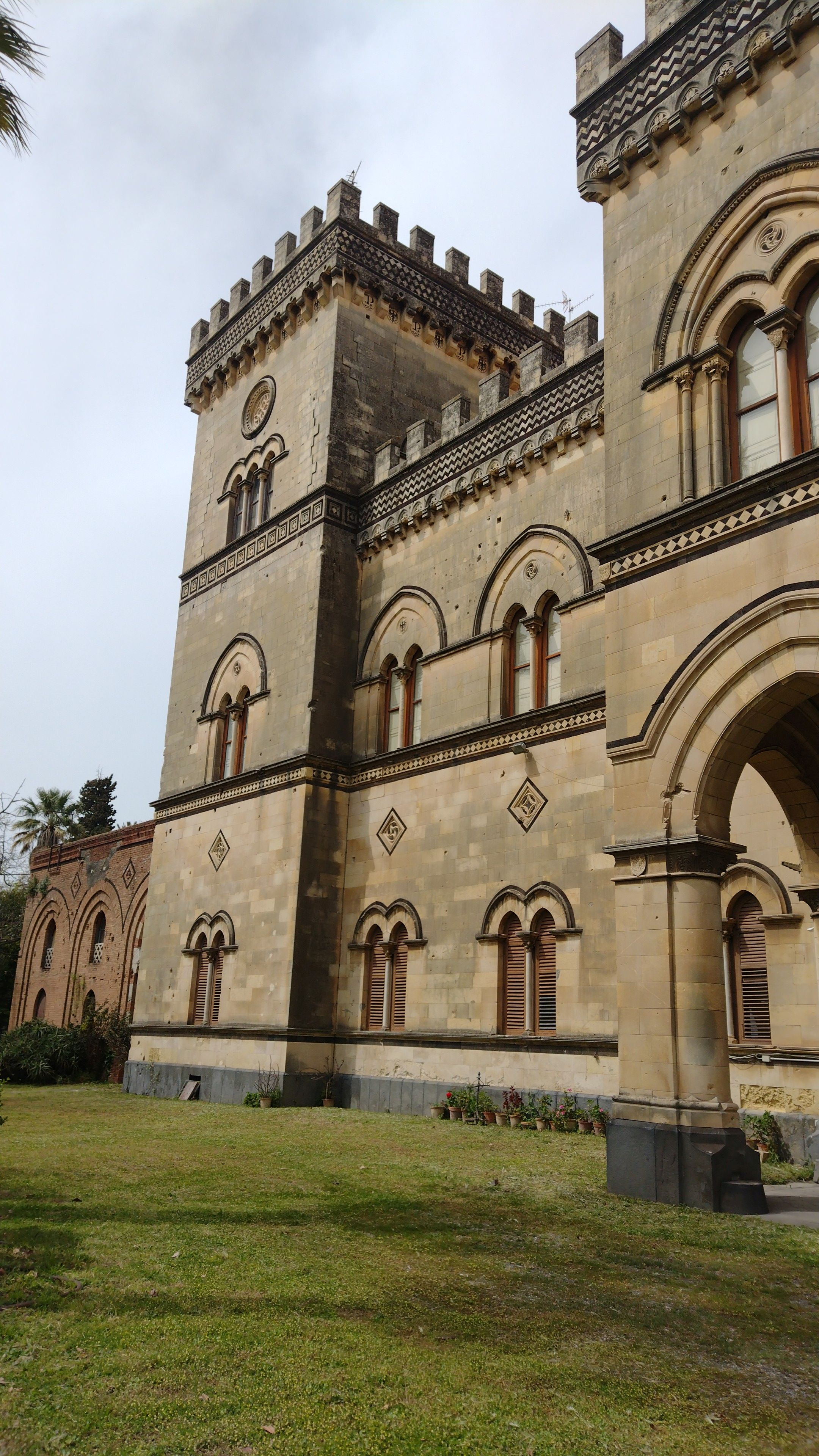
Facciata vista lateralmente dal cortile interno; sullo sfondo la parte di diversa edificazione (con stile e materiali differenti)
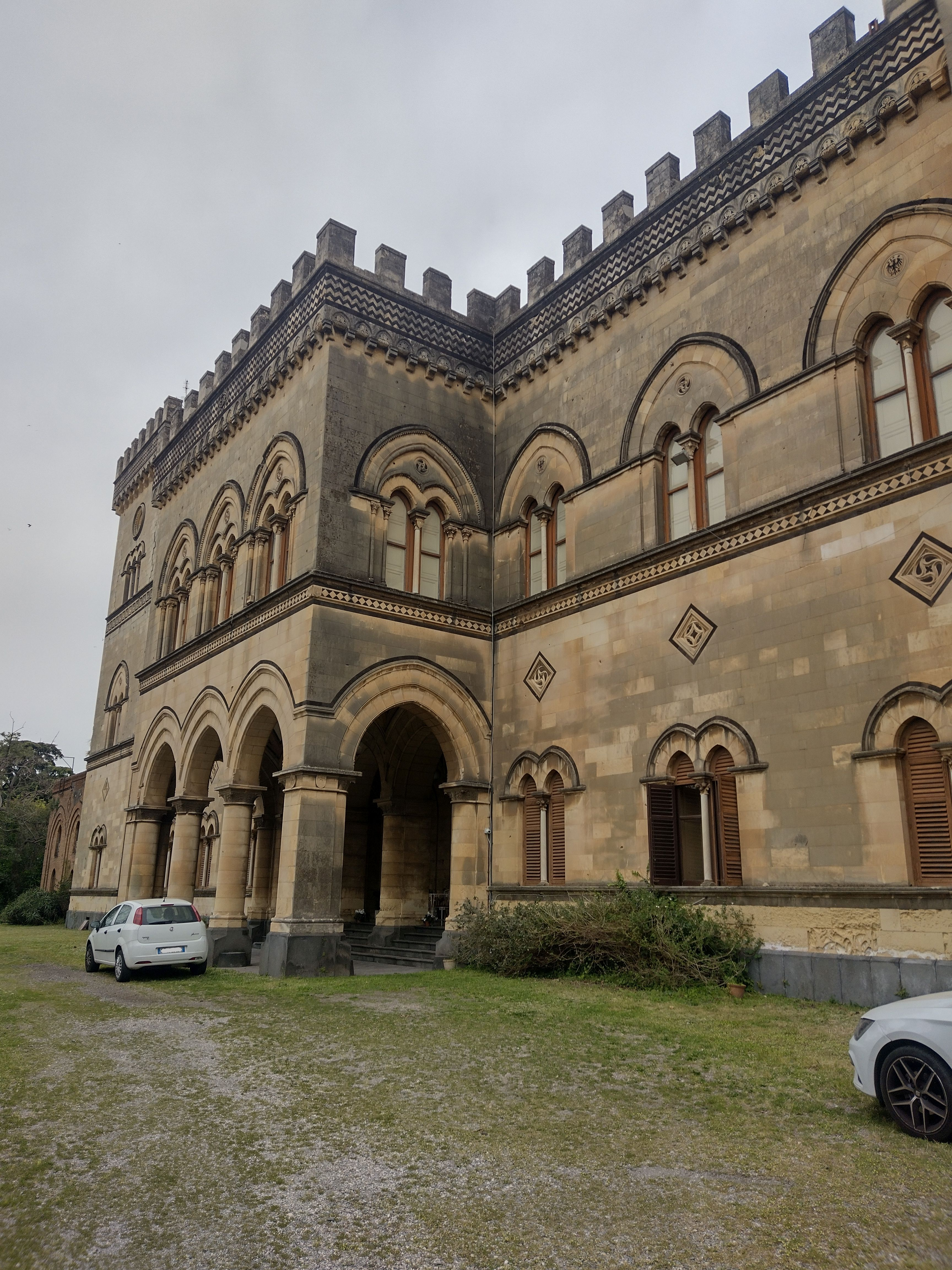
Facciata vista dal viale d'ingresso, si notano gli archi del portico
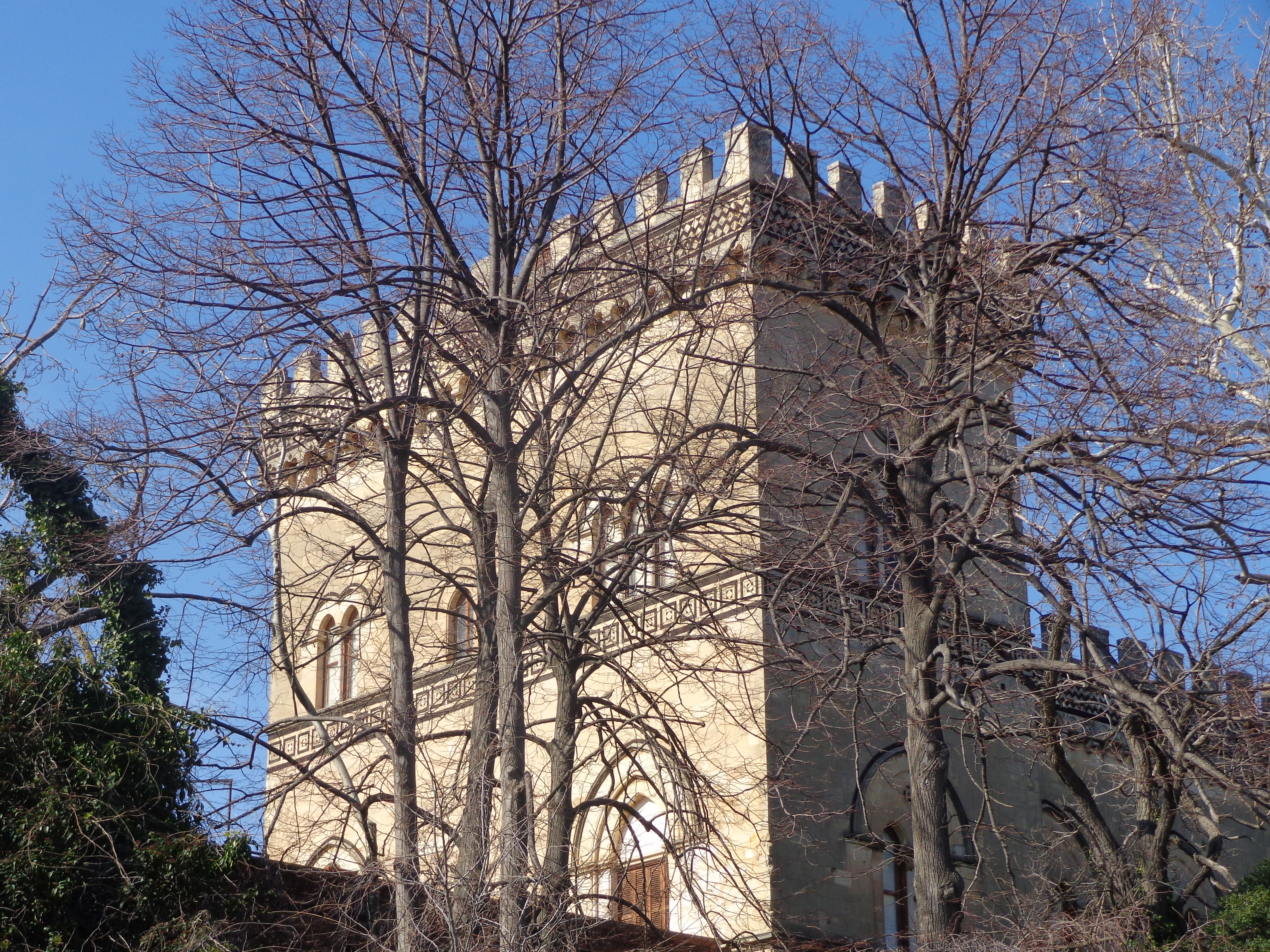
la torre sud del castello lievemente coperta da alcuni rami